# Nieuwe Droogmaking (Berkel)
De Nieuwe Droogmaking is een polder in de gemeente Lansingerland in de Nederlandse provincie Zuid-Holland. De polder behoorde eerst tot waterschap polder Berkel (in 1977 opgegaan in Hoogheemraadschap van Delfland).
De Nieuwe Droogmaking ligt ten westen van de Noordeindseweg, de lintbebouwing van het vroegere dorp Berkel. Het gebied is aan het einde van de 20e eeuw en begin van de 21e eeuw grotendeels bebouwd met woningen, waaronder de wijk Meerpolder. Het zuidelijke deel van de Nieuwe Droogmaking werd rond 1850 drooggemaakt en wordt meestal Meerpolder genoemd. 

## Afwatering
Het poldergebied wordt bemalen door Gemaal Noordpolder. In 2007 werd het nieuwe gemaal Meerpolder geopend op de locatie Klapwijkseweg/Meerweg (51° 59′ 50″ NB, 4° 27′ 17″ OL). Het gemaal kan 90.000 liter water per minuut wegpompen.
De naast het nieuwe gemaal aangelegde Ruijvense Watering zorgt voor een verbinding tussen de Voorafsche polder en de Meerpolder. Als het water op de Ruijvense Watering te hoog staat wordt het water, via een cascade, afgelaten naar het gemaal Meerpolder. 

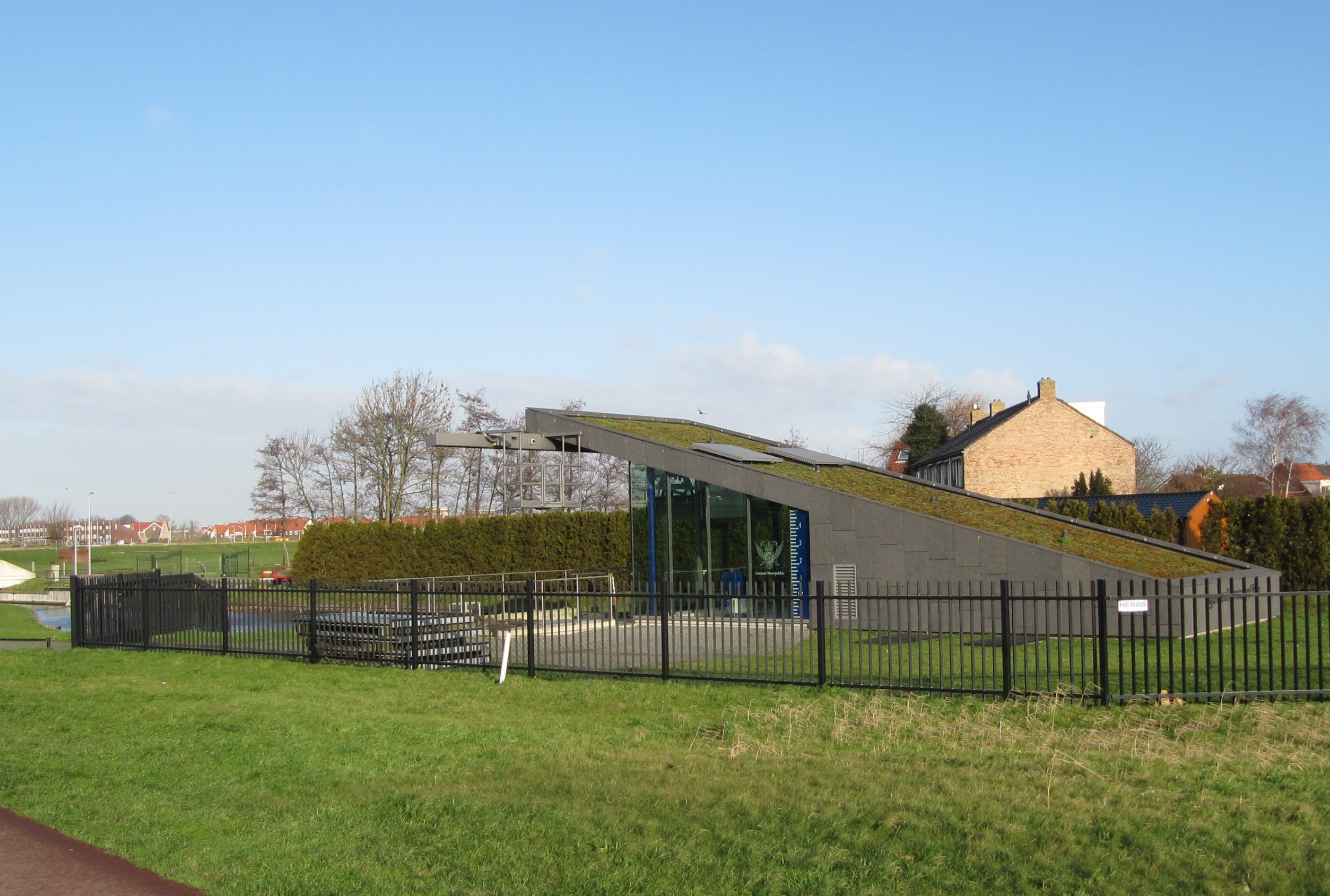
Gemaal Meerpolder

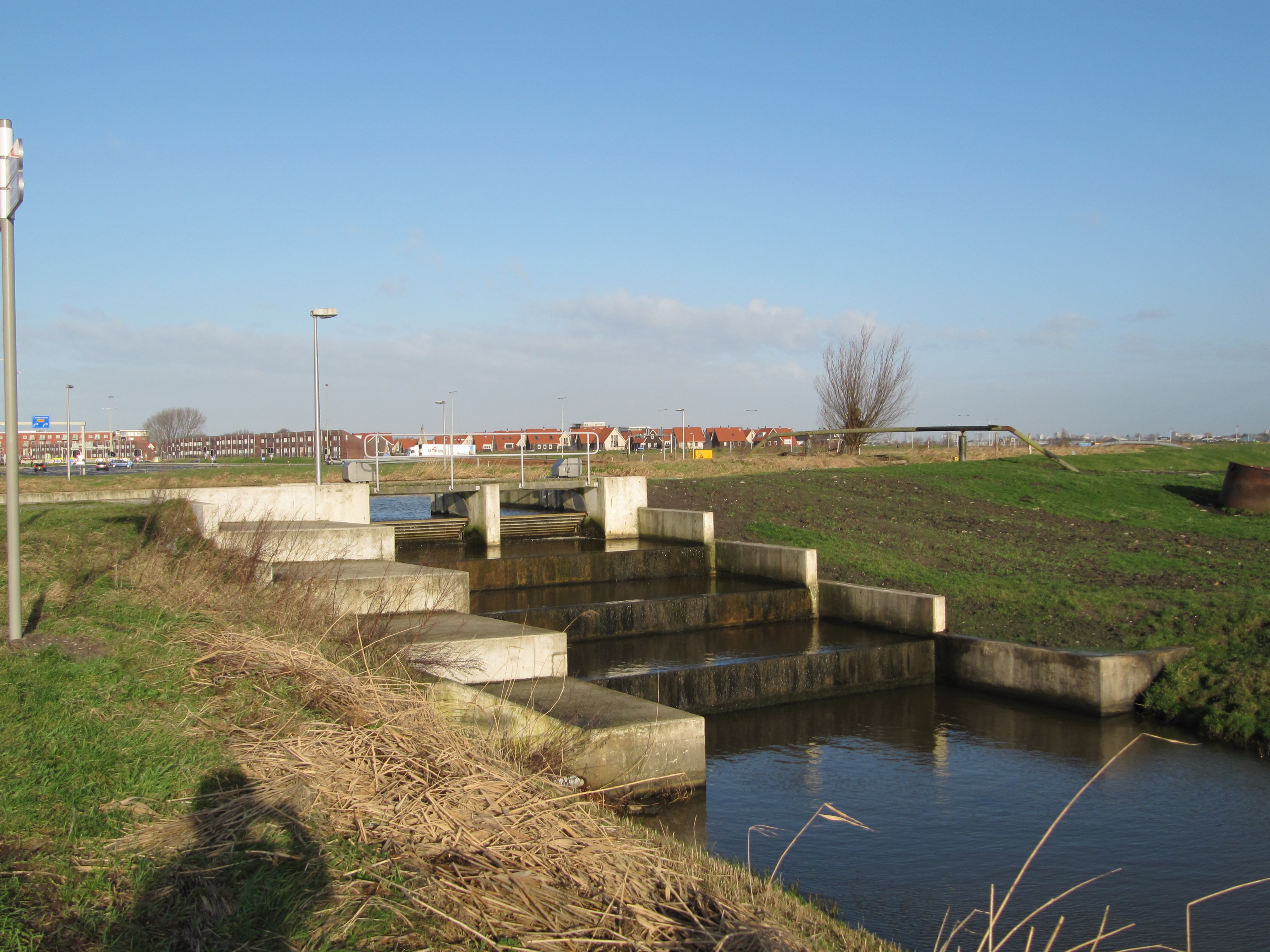
Cascade leidt water naar het gemaal

Noordpolder · 
Westpolder · 
Zuidpolder · 
Voorafsche polder · 
Nieuwe Rodenrijsche Droogmakerij · 
Oostmeerpolder · 
Polder Oudeland · 
Nieuwe Droogmaking (met de Meerpolder · 
Oude Leedsche polder (met Bergboezem)